# Orchidee dello Zingaro
La Riserva naturale orientata dello Zingaro ospita 25 specie diverse di orchidee selvatiche, alcune delle quali endemiche della Sicilia.
Il periodo migliore per osservarle va da marzo a giugno, in quanto la maggior parte delle specie fioriscono nel periodo primaverile, ma alcune di esse fioriscono in autunno (Spiranthes spiralis) o addirittura in inverno (Himantoglossum robertianum, Ophrys fusca, Neotinea lactea).
N.B. L'epoca di fioritura citata nelle schede sottostanti si riferisce al territorio della Riserva. Per informazioni più generali vedere le voci relative alle singole specie

## Anacamptis
(4 specie)
|  | Anacamptis laxiflora (Lam.) R.M.Bateman, Pridgeon & M.W.Chase, 1977 Sin.: Orchis laxiflora Fioritura: marzo-aprile. Habitat: prati umidi e zone acquitrinose |
|  | Anacamptis longicornu (Poir.) R.M.Bateman, Pridgeon & M.W.Chase, 1997 Sin.: Orchis longicornu Fioritura: marzo-maggio. Habitat: gariga                       |
|  | Anacamptis papilionacea (L.) R.M.Bateman, Pridgeon & M.W.Chase, 1997 Sin.: Orchis papilionacea Fioritura: marzo-maggio. Habitat: gariga                      |
|  | Anacamptis pyramidalis (L.) Rich., 1817 Sin.: Orchis piramidalis L. Fioritura: maggio-giugno Habitat: prati aridi                                            |

## Himantoglossum
(1 specie)
|  | Himantoglossum robertianum (Loisel.) P.Delforge, 1999 Fioritura: dicembre-febbraio Habitat: prati aridi e radure di macchia. |

## Neotinea
(2 specie)
|  | Neotinea commutata (Tod.) R.M.Bateman, 2003 Sin.: Orchis commutata (endemismo siculo) Fioritura: aprile-maggio Habitat: prati aridi e garighe.                                   |
|  | Neotinea lactea (Poir.) R.M.Bateman, Pridgeon & M.W.Chase, 1997) Sin.: Orchis lactea, Orchis tridentata subsp lactea Fioritura: febbraio-aprile. Habitat: prati aridi e garighe. |

## Ophrys
(13 specie)
|  | Ophrys apifera Huds. Fioritura: marzo-giugno. Habitat: prati e garighe.                                                                                                 |
|  | Ophrys bertolonii Moretti Fioritura: aprile-maggio. Habitat:prati e garighe.                                                                                            |
|  | Ophrys bombyliflora Link Fioritura: marzo-maggio. Habitat: prati, garighe e radure di macchia.                                                                          |
|  | Ophrys exaltata Ten. (endemismo siculo-calabro) Fioritura: febbraio-marzo. Habitat: prati aridi e garighe.                                                              |
|  | Ophrys fusca Link, 1799 Fioritura: gennaio-aprile. Habitat: garighe. |
|  | Ophrys lacaitae Lojac. Sin.: Ophrys fuciflora subsp. lacaitae (sub-endemismo siculo) Fioritura: aprile-maggio. Habitat: prati aridi e garighe.                          |
|  | Ophrys lunulata Parl. (endemismo siculo) Fioritura: marzo-aprile. Habitat: prati verdi e garighe.                                                                       |
|  | Ophrys lutea Cav., 1793 Fioritura: marzo-maggio. Habitat: prateria mediterranea e gariga a substrato calcareo.                                                          |
|  | Ophrys lutea subsp. minor (Tod.) O. Danesh & E. Danesh, 1975 Sin.: Ophrys sicula Fioritura: marzo-maggio. Habitat: prateria mediterranea e gariga a substrato calcareo. |
|  | Ophrys oxyrrhynchos Tod., 1840 (sub-endemismo siculo) Fioritura: aprile-maggio. Habitat: garighe e radure di rimboschimenti a pino.                                     |
|  | Ophrys speculum Link Fioritura: marzo-maggio. Habitat: garighe e radure di macchia.                                                                                     |
|  | Ophrys tenthredinifera Willd., 1805 Fioritura: marzo-maggio. Habitat: garighe a substrato calcareo.                                                                     |

### Ibridi
|  | Ophrys × inzengae (O. bertolonii × O. tenthredinifera) Fioritura: aprile-maggio. Habitat: prati aridi. |

## Orchis
(3 specie)
|  | Orchis anthropophora (L.) All., 1785 Sin.: Ophrys anthropophorum, Acerass antropophorum Fioritura: aprile-maggio. Habitat: prati aridi e radure di macchia a suolo calcareo. |
|  | Orchis brancifortii Biv., 1813 (sub-endemismo siculo) Fioritura: aprile-giugno. Habitat: prati aridi e garighe a suolo calcareo.                                             |
|  | Orchis italica Poir., 1798 Fioritura: marzo-aprile. Habitat: prati aridi e radure di macchia a suolo calcareo.                                                               |

## Serapias
(1 specie)
|  | Serapias vomeracea (Burm. f.) Briq., 1910 Fioritura: aprile-maggio. Habitat: prati aridi e radure di macchia con suolo calcareo. |

## Spiranthes
(1 specie)
|  | Spiranthes spiralis (L.) Chevall., 1827 Fioritura: ottobre-novembre. Habitat: zone aride semiadombrate |